# Chalil al-Hibri
Chalil al-Hibri (arab. خليل الهبري, ur. 1904, zm. 1979) – libański polityk, premier Libanu w 1958 roku.